# Samtgemeinde
Samtgemeinde (em alemão:  comuna associada) é uma forma de agrupamento territorial de Gemeinden (comunas ou municípios) cuja relação é somente de natureza puramente administrativa. Este agrupamento é característica do estado federal alemão da Baixa Saxônia, sendo por natureza um pouco maior que um município.